# Liste der Monuments historiques in Somme-Tourbe
Die Liste der Monuments historiques in Somme-Tourbe führt die Monuments historiques in der französischen Gemeinde Somme-Tourbe auf.

## Liste der Objekte
| Bezeichnung                        | Beschreibung                                   | Standort                       | Kennzeichnung | Schutzstatus | Datum | Bild |
| ---------------------------------- | ---------------------------------------------- | ------------------------------ | ------------- | ------------ | ----- | ---- |
| Triumphbogen und -kreuz            | Holz, farbig gefasst, 18. und 19. Jahrhundert  | in der Kirche St-Martin (Lage) | PM51002362    | Inscrit      | 1975  |      |
| Skulptur Erzengel Michael          | Holz, farbig gefasst, 17. Jahrhundert          | in der Kirche St-Martin (Lage) | PM51002361    | Inscrit      | 1975  |      |
| Skulptur Heiliger Remigius         | Holz, farbig gefasst, 17. Jahrhundert          | in der Kirche St-Martin (Lage) | PM51002364    | Inscrit      | 1975  |      |
| Skulptur Sitzende Madonna mit Kind | Stein, ehemals farbig gefasst, 14. Jahrhundert | in der Kirche St-Martin (Lage) | PM51001065    | Classé       | 1908  |      |
| Skulptur Heiliger Martin           | Holz, farbig gefasst, 17. Jahrhundert          | in der Kirche St-Martin (Lage) | PM51002363    | Inscrit      | 1975  |      |